# Helmut Boselmann

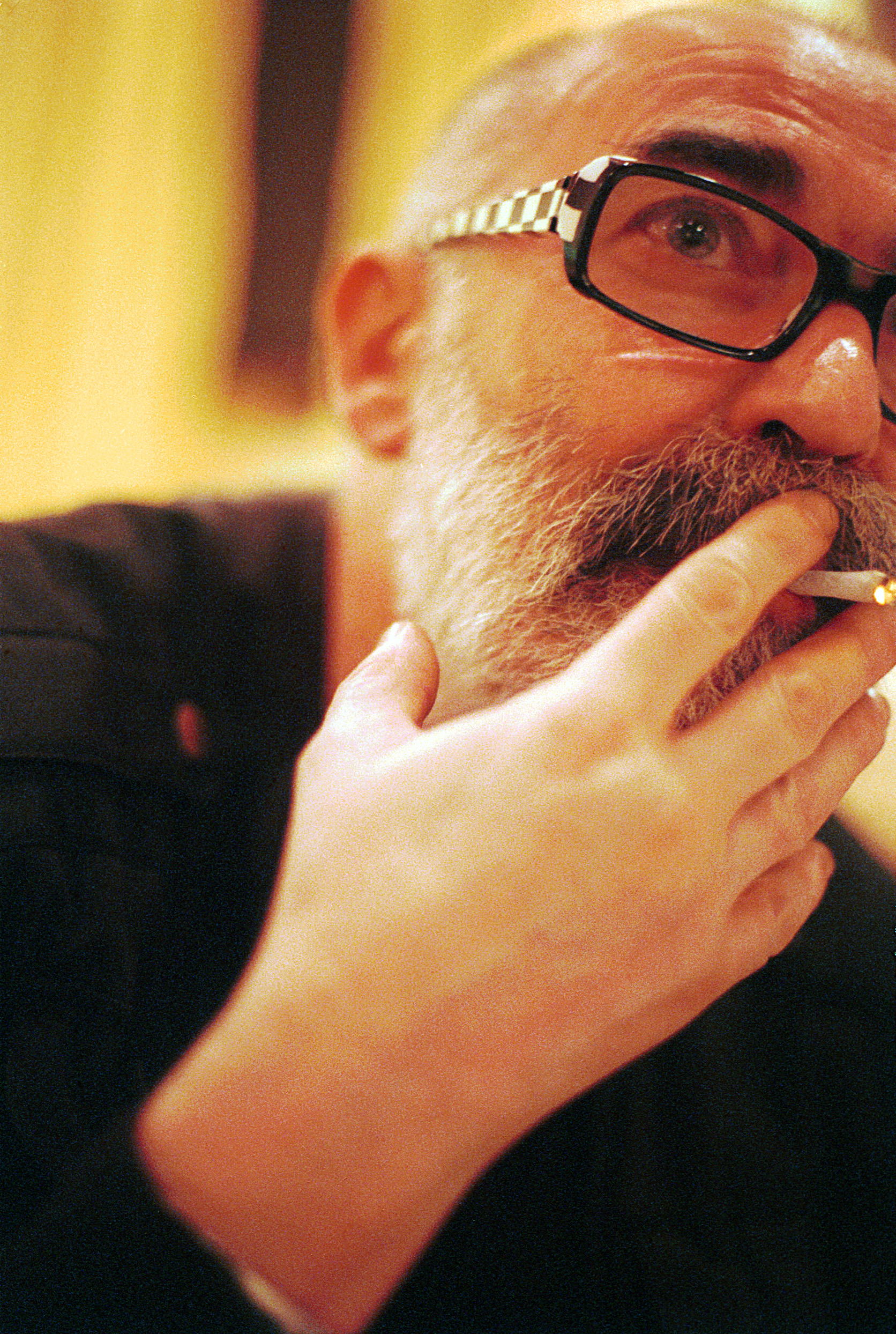
Helmut Boselmann

Helmut Maria Boselmann (* 2. Oktober 1948 in Wien; † 6. März 2007 in Wien) war ein österreichischer Fotograf, Schauspieler, Filmemacher, Maler und Fotohändler.
Als Filmemacher und Schauspieler war er wie John Cook ein Protagonist der Wiener Bohème der 1970er Jahre.

## Leben
Helmut Boselmann arbeitete als Fotohändler in Wien, bis der kanadische Filmemacher John Cook ihn als Schauspieler und Drehbuchautor erkannte.
Cook und Boselmann realisierten mit dem Filmproduzenten Michael Pilz zwischen 1974 und 1976 den dokumentarischen Spielfilm Langsamer Sommer, einen großteils privat finanzierten Low-Budget-Film, der auf Super 8 gedreht und auf 35 mm kopiert wurde. Langsamer Sommer lief auf zahlreichen heimischen und internationalen Festivals (u. a. Internationale Filmfestspiele von Cannes 1977, Internationales Filmfestival Karthago 1977) und in österreichischen Programmkinos und gilt heute als Klassiker des österreichischen Kinos.
Boselmanns Gabe des Geschichtenerzählens lieferte auch Episoden und Ideen für Helmut Zenkers satirische Krimiserie Kottan ermittelt.
Als Maler wirkte Boselmann 2006 an der künstlerischen Großinstallation Integrationsweltkugel der Linzer Künstlergemeinschaft Agens mit.
Zuletzt förderte Helmut Boselmann als Kurator und Initiator der Ausstellungsserie Photographie 7x7 österreichische Fotografen. Diese Ausstellungsserie wird in seinem Sinne weitergeführt.

## Filmografie
- 1974/1976: Langsamer Sommer (Schauspiel/Kamera: Helmut Boselmann, Drehbuch/Regie: John Cook, Produzent: Michael Pilz; engl. Titel Slow Summer)
- 1978: Schwitzkasten (Regie: John Cook, Drehbuch: John Cook & Helmut Zenker, Stills: Helmut Boselmann; engl. Titel Sweatbox)
- 1982: Artischocke (Autor: Helmut Boselmann, Drehbuch/Regie: John Cook; engl. Titel Artichoke)